# 木古内警察署
木古内警察署（きこないけいさつしょ）は、北海道警察函館方面本部が管轄する警察署の一つである。

## 所在地
- 北海道上磯郡木古内町字本町550-3

## 管轄区域
- 上磯郡木古内町、知内町

## 沿革
- 1885年 - 函館警察署泉澤分署として創設
- 1888年 - 七飯警察署木古内分署となる
- 1926年 - 木古内警察署に昇格
- 1948年 - 警察法施行に伴い、函館地区警察署と木古内警察署に分離
- 1954年 - 警察法の改正により北海道警察に統合され函館方面木古内警察署となる
- 2024年 - 北海道警察が「2026年度に小規模の警察署を統合する方針である」と発表。そのうち木古内警察署は函館中央警察署に統合される予定[1]。

## 組織
- 署長（警視）
- 副署長兼警務課長（警部）
- 警務課（警務係、犯罪被害者支援係、相談係、管理係）
- 会計係
- 刑事・生活安全課（生活安全係、刑事係）
- 地域係
- 交通係
- 警備係

## 駐在所
括弧内は所在地を表す。

### 木古内町
- 泉沢駐在所（上磯郡木古内町字泉沢159-2）

### 知内町
- 知内駐在所（上磯郡知内町字元町250-5）
- 涌元駐在所（上磯郡知内町字涌元152）